# Towarzystwo Naukowe Katolickiego Uniwersytetu Lubelskiego Jana Pawła II
Towarzystwo Naukowe Katolickiego Uniwersytetu Lubelskiego Jana Pawła II (skrót: Towarzystwo Naukowe KUL lub TN KUL) - instytucja naukowo-wydawnicza, odrębna, ale komplementarna w stosunku do KUL, powołana dożycia 31 stycznia 1934 przez Senat Akademicki KUL z inicjatywy 15 naukowców KUL - członków założycieli, m.in. rektora  KUL - ks. prof. Antoniego Szymańskiego, prof. Mieczysława Popławskiego, prof. Ignacego Czumę czy prof. Leona Białkowskiego.

## Charakterystyka
Obecnie Towarzystwo liczy prawie 700 członków. 
Działalnością Towarzystwa kieruje trzynastoosobowy zarząd.
Prezesem TN KUL jest ks. prof. dr hab. Augustyn Eckmann, a sekretarzem generalnym prof. dr hab. Stanisław Olczak.
Praca naukowa Towarzystwa odbywa się w ramach sześciu wydziałów: 
- teologicznego
- filozoficznego
- historyczno-filologicznego
- nauk społecznych
- nauk prawnych
- matematyczno-przyrodniczego

Zarząd Towarzystwa przyznaje co roku Nagrodę im. Księdza Idziego Radziszewskiego, założyciela KUL-u, za wybitne osiągnięcia naukowe w duchu humanizmu chrześcijańskiego.
Towarzystwo Naukowe KUL wydało dotychczas ponad 2100 pozycji, w tym kilkutomowy zbiór prac Karola Wojtyły z zakresu etyki. Wydaje też zaplanowaną na kilkanaście tomów Encyklopedię Katolicką. 
W ramach poszczególnych wydziałów Towarzystwa działają zespoły redakcyjne przygotowujące 25 zeszytów "Roczników": Teologicznych (z. 1-10), Filozoficznych (1; nr 1-2), Humanistycznych (z. 1-7), Nauk Społecznych (z. 1-3), Nauk Prawnych (1; nr 1-2) i Psychologicznych (1; nr 1-2) oraz "Roczników Wydziału Nauk Prawnych i Ekonomicznych KUL" w Tomaszowie Lubelskim. O pracy całego Towarzystwa informuje co roku "Summarium Societatis Scientiarum Catholicae Universitatis Lublinensis Ioannis Pauli II".  Od 1999 roku wydawany jest "Przegląd Psychologiczny" wspólnie z Polskim Towarzystwem Psychologicznym, a także czasopismo w języku angielskim "Journal for Perspectives of Economic, Political and Social Integration. Journal for Mental Changes". Pod patronatem Towarzystwa ukazują się "Studia Norwidiana" i "Studia Polonijne" oraz serie wydawnicze: "Studia Metafilozoficzne", "Studies in Logic and Theory of Knowledge" (w języku angielskim) i "Homo meditans". W swoich szeregach miało i ma ponad 1000 wielu wybitnych naukowców z różnych dziedzin: m.in. ks. Karola Wojtyłę, ks. Stefana Wyszyńskiego czy ks. Franciszka Blachnickiego.

## Oficjalna witryna
- Towarzystwo Naukowe Katolickiego Uniwersytetu Lubelskiego